# جام خیریه انگلستان ۱۹۹۱
 جام خیریه انگلستان ۱۹۹۱ ، ۶۹امین رقابت سالانه مابین قهرمانان لیگ دسته اول فوتبال انگلستان و جام حذفی فوتبال انگلستان است. 
این مسابقه در تاریخ ۱۰ آگوست ۱۹۹۱ مابین تیم‌های آرسنال و تاتنهام در ورزشگاه ومبلی لندن برگزار شده‌است. 
این مسابقه با نتیجه صفر بر صفر مساوی به پایان رسید.